# Ндуя

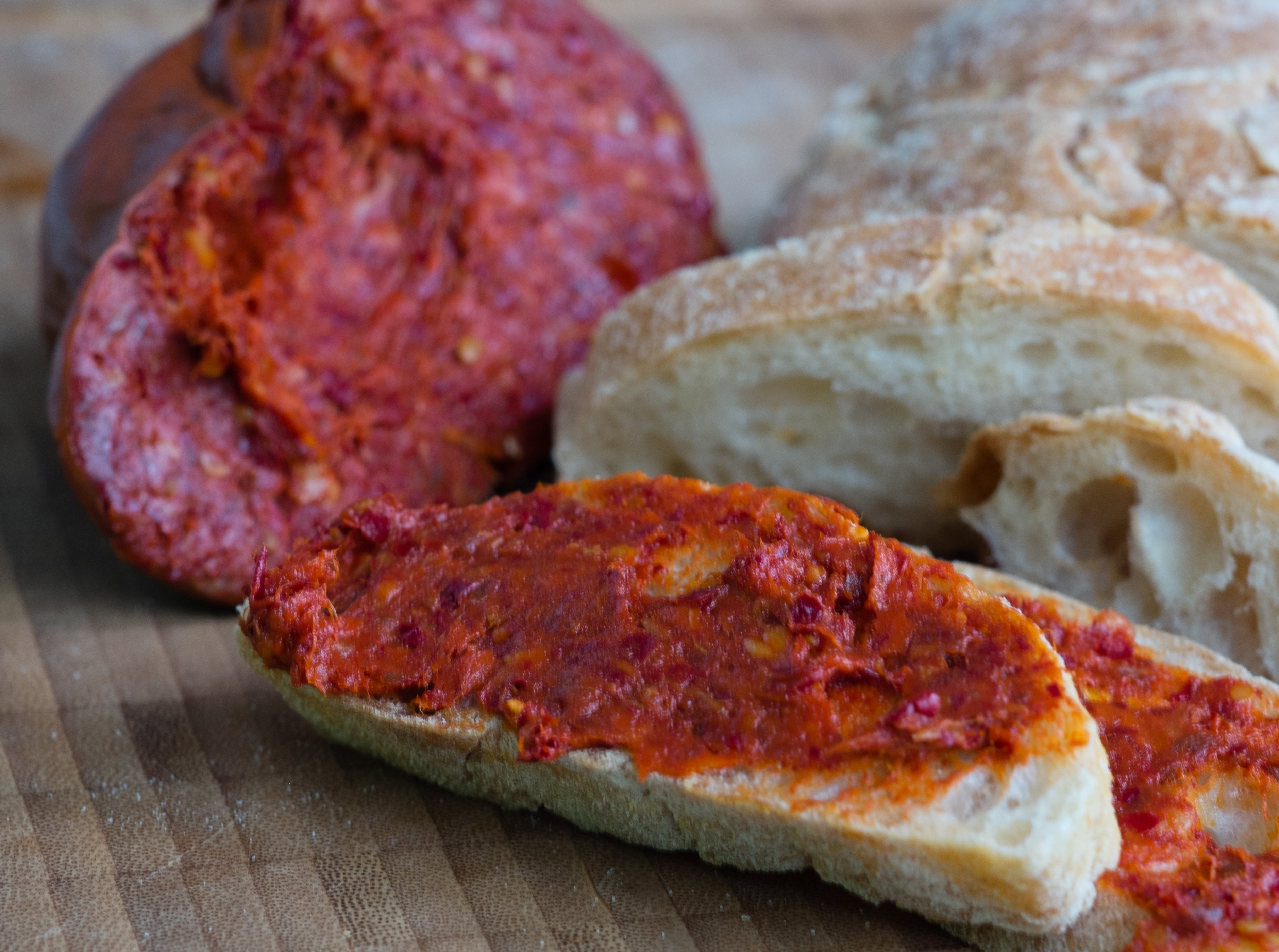
Ндуя з хлібом, частина ковбаси на задньому плані.

Ндуя (італ. Nduja вимовляється [ˈnduːja]) — особливо гостра, м'яка м'ясна закуска (італ. salumi) або ковбаса зі свинини. Походить з Італії, з південної частини регіону Калабрія з маленького міста Спілінга або околиць.

## Етимологія
Назва «Ндуя» походить від французького різновиду ковбаси — «andouilleis», яка була створена у XIII сторіччі анжуйцями.

## Приготування
Ндуя виготовляється з м'яса з голови свині (за винятком баків, котрі використовуються для приготування щоковини (гуанчале)), обрізків різного м'яса, шкіри, шпику, спецій та печеного гострого червоного перцю, котрий надає характерного гарячого смаку. Формується у природній оболонці з товстої кишки (рубцю) у циліндричні ковбаси та коптиться. Пропорції м'яса до гострого червоного перцю можуть бути різними — зазвичай 2:1, але може бути також 3:1. Перець повинен надходити також з Калабрії й бути одночасно гострим та солодким. Для копчення звичайно використовують оливкове дерево та дерево акації. Процес дозрівання триває 90–150 днів.

## Застосування
Подається зазвичай зі шматочками хліба або зрілими сирами. За свій унікальний смак, використовується для приготування різних страв. Наприклад, додається до соусів для страв з пасти чи до піци.